# 杜希 (埃纳省)
杜希（法語：Douchy，法語發音：[duʃi]）是法国上法兰西大区埃纳省的一个市镇，位于该省西北部，属于圣康坦区。

## 地理
杜希（49°47'45"N, 3°8'6"E）面积5.05 平方千米，位于法国上法蘭西大區埃纳省，该省份为法国北部内陆省份，北起北部省，西接索姆省和瓦兹省，东临阿登省和马恩省，西南至塞纳-马恩省，东北部与比利时接壤。
与杜希接壤的市镇（或旧市镇、城区）包括：欧比尼欧凯讷、布赖圣克里斯托夫、弗吕基耶尔、福雷斯特、热尔迈讷、维莱圣克里斯托夫。

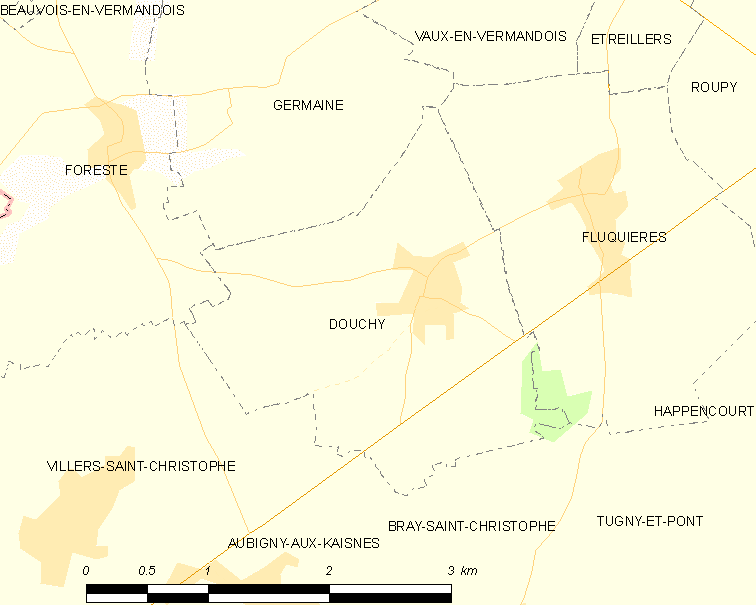
的OSM定位图

杜希的时区为UTC+01:00、UTC+02:00（夏令时）。

## 行政
杜希的邮政编码为02590，INSEE市镇编码为02270。

## 政治
杜希所属的省级选区为圣康坦第一县。

## 人口

1962-2008年间人口变化图示

杜希于2022年1月1日时的人口数量为159人。